# Karabin PSL
Puşcă semiautomată cu lunetă (PSL) (pl. Karabin samopowtarzalny z lunetą) – rumuński samopowtarzalny karabin wyborowy.
PSL jest bronią o budowie wewnętrznej wzorowanej na karabinku szturmowym AK, a ściślej jego wersji rkm-ie RPK. Zmiany konstrukcyjne wynikały z przystosowania karabinu PSL do strzelania nabojem karabinowym 7,62 × 54 mm R. Nie wprowadzono natomiast większych zmian w sposobie działania automatyki. Zachowano także suwadło o dużej masie, które zapewnia wysoką niezawodność broni, ale zmniejsza celność (PSL ma celność wyraźnie niższą niż inne, konstruowane od podstaw karabiny wyborowe). Podstawowym celownikiem jest celownik optyczny wzorowany na radzieckim PSO-1.
Karabin PSL jest przepisową bronią strzelców wyborowych armii rumuńskiej. Dzięki niskiej cenie znaczne ilości tych karabinów zostały wyeksportowane. Karabiny PSL były używane między innymi przez armię iracką. PSL jest także dzięki podobieństwu do SWD i niskiej cenie sprzedawany z powodzeniem na cywilnym amerykańskim rynku broni (jako Romak III, SSG-97, lub FPK). Specjalnie na rynek amerykański opracowano wersję kalibru 7,62 mm NATO.

## Opis
PSL jest bronią samopowtarzalną. Zasada działania oparta na odprowadzaniu części gazów prochowych przez boczny otwór lufy, z długim ruchem tłoka gazowego. PSL strzela z zamka zamkniętego. Zamek ryglowany przez obrót. Mechanizm uderzeniowy kurkowy.
PSL jest zasilany z pudełkowych magazynków 5 lub 10 nabojowych.
Karabin posiada lufę gwintowaną o czterech bruzdach i skoku gwintu 570 mm. Lufa zakończona jest tłumikiem płomienia.
PSL wyposażony jest w łoże i kolbę stałą połączoną z chwytem pistoletowym. Zasadniczym celownikiem jest celownik optyczny o czterokrotnym powiększeniu. Pełniące pomocniczą rolę otwarte przyrządy celownicze składają się z muszki i celownika krzywkowego (ze szczerbinką).
Cechą za pomocą której można łatwo odróżnić karabin PSL od karabinu SWD jest wygląd przedniego dolnego łoża (uchwytu) które w PSL jest znacznie większe niż górne łoże, w karabinie SWD oba te elementy są identycznej wielkości. Ponadto górna krawędź kolby jest ukształtowana w wypukły łuk, pełniąc tym samym rolę poduszki policzkowej. W SWD górna krawędź kolby jest prosta.